# برگنهاوزن
برگنهاوزن (به آلمانی: Bergenhausen) یک شهر در آلمان است که در راین-هونسروک واقع شده‌است. برگنهاوزن ۱۱۸ نفر جمعیت دارد.